# Mesenterialfilament

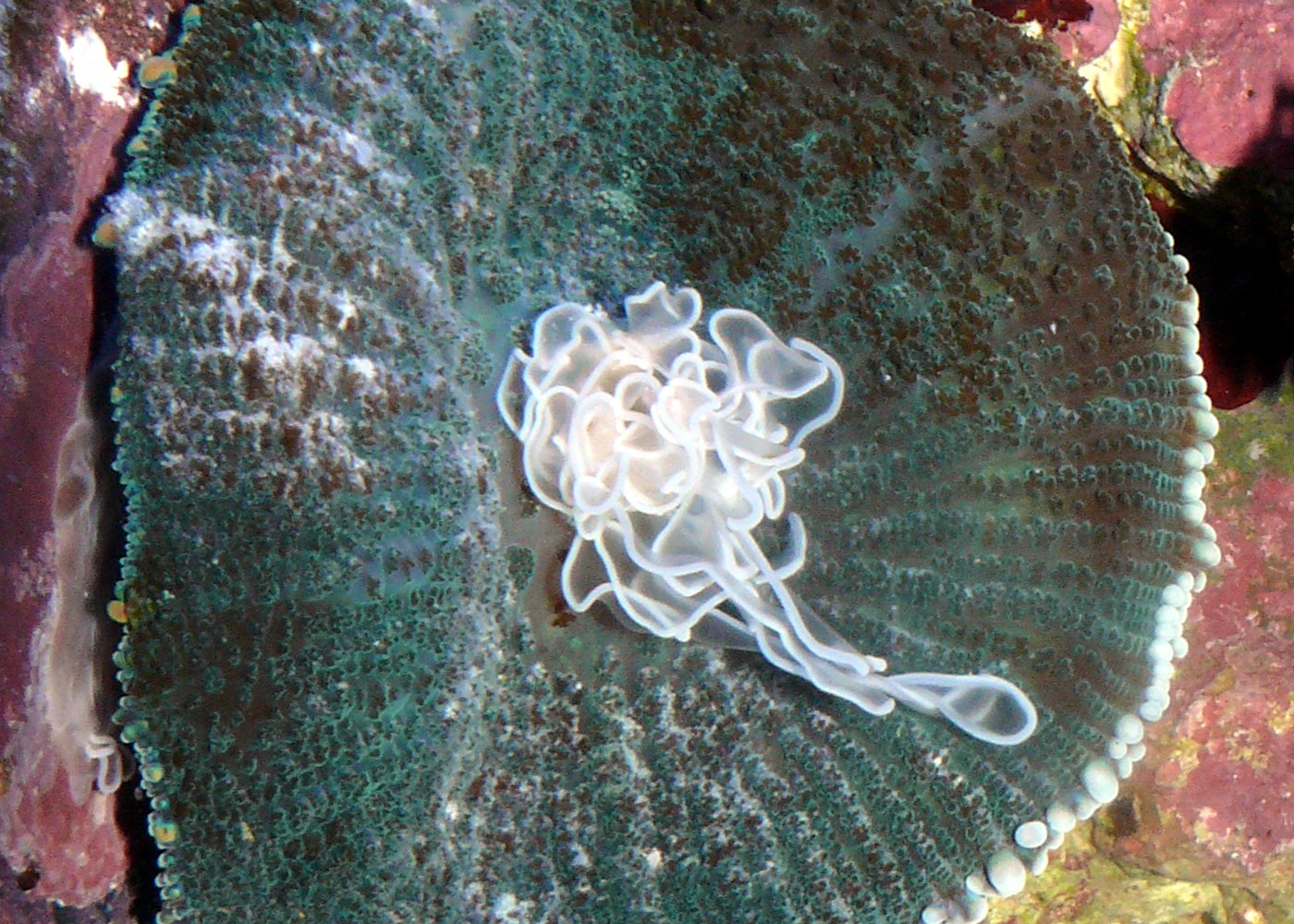
Scheibenanemone mit aus der Mundöffnung ausgestülpten Mesenterialfilamenten

Mesenterialfilamente sind Gastralfilamente von Schirmquallen (Scyphozoa) und Blumentieren (Anthozoa). Die oft stark gekräuselten, fädig ausgestalteten Ausstülpungen befinden sich an den Rändern der Mesenterien und ragen frei in den Gastralraum, an den sie Verdauungsenzyme abgeben und dessen Oberfläche sie gleichzeitig vergrößern.
Mesenterialfilamente tragen Nesselzellen sowie Drüsen- und Resorptionszellen zur Verdauung und Resorption von Nahrung. Die Nesseltiere mit Mesenterialfilamenten können diese auch zur Verteidigung nutzen, indem sie sie durch die Mundöffnung oder die Körperwand nach außen stülpen.